# Gareth Farr
Gareth Farr (født 29. februar 1968 i Wellington, New Zealand) er en new zealandsk komponist og perkussionist.
Farr studerede komposition, harmonilærer, orkesterbehandling og slagtøj på Aukland Universitet. Han har skrevet orkesterværker, kammermusik, strygerkvartetter, koncertmusik, ballet, solostykker for mange instrumenter etc.
Farr spillede percussion hos New Zealands Symfoniorkester. Han tog efterfølgende kompositions undervisning via brevkurser på Eastman School of Music i Rochester, New York hos bl.a. Samuel Adler og Christopher Rouse.

## Udvalgte værker
- "Sten og Is" (2003) - for stort orkester
- SlagtøjsKoncert (2004) - for slagtøj og orkester
- "Tangaroa" (2001) - for marimba
- "Beowulf" (2000-2003) - for orkester